# Vila Rudolfa Kočvary
Vila Rudolfa Kočvary, rodinná vila v Praze 6-Střešovicích, stojí v lokalitě Ořechovka na rohu ulic Střešovická a Na Průseku. Od 28. srpna 2020 je chráněna jako nemovitá kulturní památka České republiky spolu s oplocením a zahradou.

## Historie
Funkcionalistická vila byla postavena roku 1936 podle projektu architekta Karla Stráníka pro ředitele Zemské banky JUDr. Rudolfa Kočvaru a jeho manželku Růženu. Vilu obklopuje rozlehlá zahrada s oplocením.
Zajímavosti
V 70. letech 20. století bydlel v přízemním bytě vily spisovatel a překladatel Zdeněk Urbánek. U něj se často scházeli představitelé disidentského hnutí. Zde vznikal text Charty 77 a odtud se vydali Václav Havel, Ludvík Vaculík a Pavel Landovský osobně doručit Prohlášení Charty 77 představitelům tehdejšího komunistického režimu.